# Helene Deutsch
Helene Deutsch (Przemyśl, Imperio austrohúngaro (hoy Polonia), 9 de octubre de 1884-Cambridge, Massachusetts, 29 de marzo de 1982; apellido de soltera Rosenbach) fue una psicoanalista austríaca y estadounidense de origen judío. La historia del psicoanálisis la destaca  como la primera investigadora que se especializó en la psicología de la mujer y en el estudio de la sexualidad femenina.

## Biografía
Creció en Przemyśl, una ciudad fronteriza con Ucrania que en la época del imperio de los Habsburgo formaba parte del Reino de Galitzia y Lodomeria. Fue educada en el seno de en una familia judía asimilada - su padre, Wilhelm Rosenbach, era un prestigioso abogado - sin vínculo religioso al judaísmo. Su madre, Regina Rosenbach, aparece descrita por los historiadores como una mujer "autoritaria, conformista, poco afectuosa e insatisfecha". Helene fue la menor de cuatro hermanos y la preferida de su padre. Cuando nació, su hermana mayor, Malvina, tenía once años, Gizela siete y su hermano, Emil, diez.  Era una mujer sagaz, de inteligencia y belleza extraordinarias, pero su ánimo tendía a ser de corte depresivo, marcada por el intento de violación de la que había sido objeto por parte de su hermano mayor y por la gran indiferencia y desamor de su madre.
En su juventud temprana conoció y se hizo amante de Herman Liebermann, para gran escándalo familiar, puesto que se trataba de un hombre casado. Libermann ya era por aquel entonces un conocido dirigente del Partido Socialdemócrata Polaco y más tarde se convertiría en un destacado político del exilio polaco. Cuando fue elegido parlamentario en Viena, Helene lo siguió poco tiempo después para instalarse junto a él en esa ciudad, en 1907. A través de su relacióm con H. Liebermann, Helene Deutsch conoció a Angélica Balabanova y a Rosa Luxemburgo por quien profesó una gran admiración (Tréhel, G., 2010).
Ya en Viena, Helene comenzó sus estudios de medicina. La relación amorosa con Lieberman era muy turbulenta, por lo que pronto le puso fin. Se trasladó luego a Múnich para absolver su especialización en psiquiatría, bajo la dirección de Emil Kraepelin. Finalmente obtuvo su grado académico de doctora en 1912, en la facultad de medicina de la Universidad de Viena, donde comenzó a interesarse más claramente por el psicoanálisis. En ese mismo año contrajo matrimonio con el médico (entonces internista y luego neurólogo) vienés Felix Deutsch, quien más tarde fuera el médico personal de Sigmund Freud. También en este período comenzó a trabajar como médica asistente en la clínica psiquiátrica universitaria de Viena.
Durante la Primera Guerra Mundial es asistente en la clínica del profesor Julius Wagner von Jauregg en Viena. Se le confía el sector de las mujeres. Se encarga de madres, de esposas o de hijas de soldados, e incluso de una
mujer soldado.
En 1917 nació su hijo Martin Deutsch, quien más tarde se convertiría en un físico atómico notable por sus experimentos con positrones.
Los conflictos experimentados por Helene Deutsch en su relación con la maternidad, con el «ser-mujer», así como en la relación con su marido, los elaboró parcialmente durante el análisis que durante 1918 realizó con Sigmund Freud. Freud interrumpió, sin embargo este tratamiento, porque según él no podía encontrar en Helene Deutsch indicadores de una neurosis.
Como discípula y colaboradora de Freud, como asimismo, miembro de la Asociación Psicoanalítica Vienesa desde 1918, fue la primera psicoanalista que se dedicó de manera intensiva a la «psicología de la mujer». En 1923 se trasladó a Berlín, para continuar su formación analítica y hacer un psicoanálisis didáctico con Karl Abraham. En 1935 huyó junto a su familia de Alemania y emigró a EE. UU.. Hasta su muerte en 1982, ejerció como psicoanalista reconocida en Cambridge, Massachusetts. En 1975, fue elegida miembro de la American Academy of Arts and Sciences.

## Obra y aportes teóricos
De regreso a Viena en 1924, Helene Deutsch se hizo cargo del Instituto fundado allí en 1922 por Freud y en el que su marido también había formado parte del equipo de dirección. Este instituto à la Karl Abraham, seguía el modelo diseñado por él en Berlín para la formación profesional de los psicoanalistas, en la tradición de tres pilares que hasta hoy se mantiene vigente:
- psicoanálisis didáctico del propio candidato;
- formación teórica sistemática y
- supervisión de casos.

Helene Deutsch dirigió este instituto hasta su emigración hacia Estados Unidos en 1935.
En su desarrollo de los enfoques freudianos, aunque recogió las ideas de Freud del complejo de Edipo, la envidia del pene, el complejo de castración y el narcisismo, puso el énfasis en las diferencias anatómicas entre los sexos y se dedicó principalmente a los efectos específicos de estos conceptos psicoanalíticos sobre la psique y la sexualidad femeninas.
En sus trabajos sobre la psicología y la sexualidad de la mujer influyeron sus experiencias biográficas de manera bastante decisiva. El primero de estos trabajos lo escribió durante su estadía en Berlín, mientras estaba siendo analizada por Karl Abrahm y es una ponencia para el congreso de la Asociación Psicoanalítica Internacional realizado en Salzburgo en abril de 1924. Le siguieron una serie de monografías y obras mayores sobre la misma temática. Su obra cúlmine, Psicología de las mujeres fue publicada en 1944 y constituyó la principal referencia psicoanalítica para los trabajos sobre la mujer de Simone de Beauvoir.
Su trabajo dedicado a la psicología de la mujer nunca llegó a contravenir o a poner seriamente en duda las teorías de Freud sobre la sexualidad femenina, pero sí aportó nuevos matices importantes, por ejemplo interpretando de manera positiva ciertas características atribuidas por la teoría freudiana a lo femenino (como pasividad, narcisimo o masoquismo). Así por ejemplo, la «pasividad» de la mujer sería, según Deutsch, una forma de «actividad dirigida hacia el interior» y constituiría una característica beneficiosa que permitiría a la mujer el acceso al pensamiento intuitivo, mientras que el narcisismo podría ser visto como una defensa o una manera de protegerse de la destructividad del masoquismo. Aunque en el contexto de la época y entre los seguidores de Freud se le catalogara como «feminista», hoy se le designa como una mujer emancipada, sin sumarla al feminismo. En efecto, Helene Deutsch se ganó un espacio de respeto en círculos intelectuales dominados por hombres, vivió una vida independiente material y financieramente y logró evitar que su condición de mujer, de madre o de esposa impidiera su avance profesional. Pero sus planteamientos, aunque pioneros en el campo de la psicología de la mujer, no concuerdan con el discurso liberador feminista.

## Obras (selección)

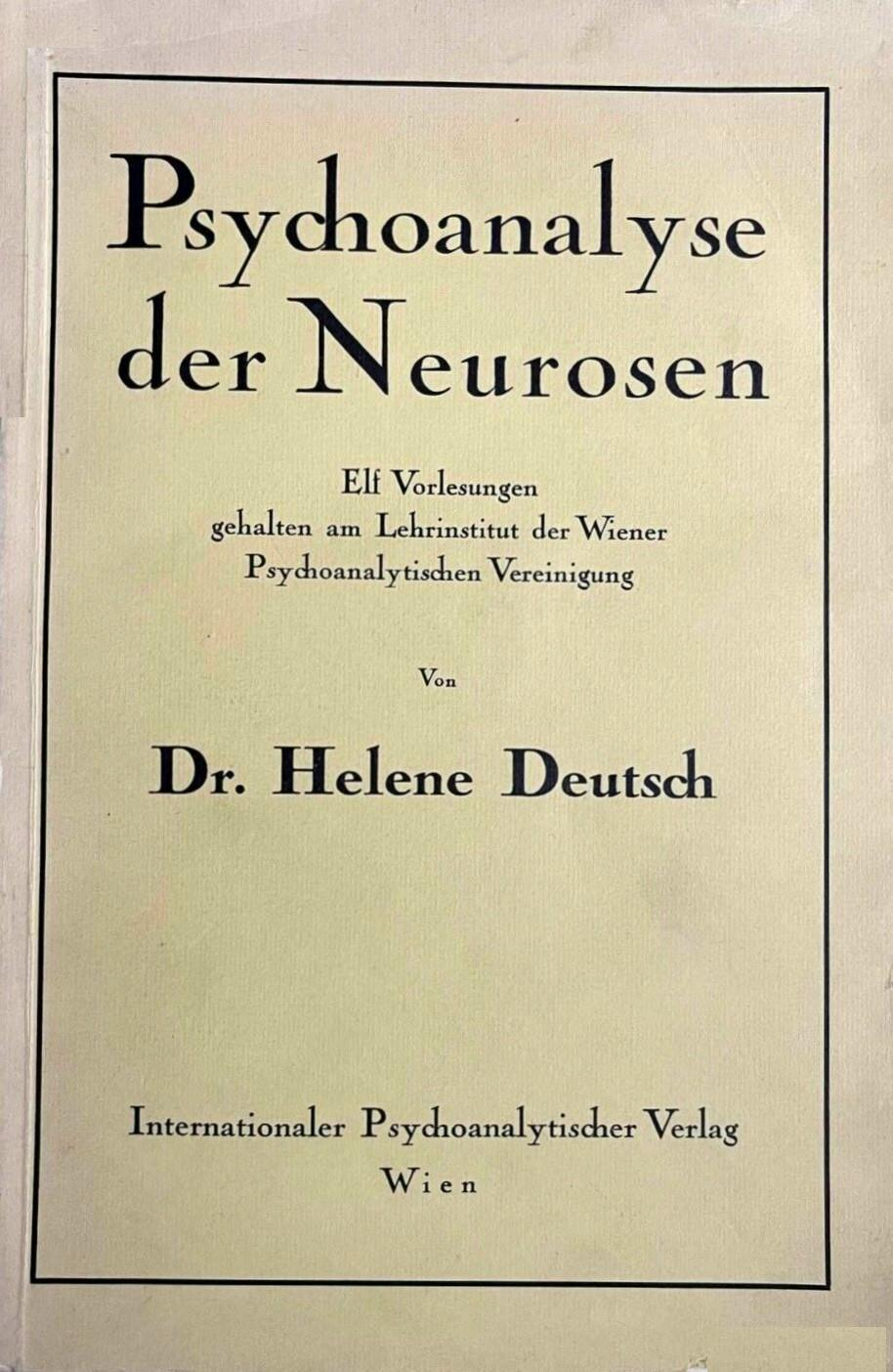
Psicoanálisis de las neurosis, 1930

- Deutsch, H. (1925). Psychoanalyse der weiblichen Sexualfunktionen (Serie: Neue Arbeiten zur ärztlichen Psychoanalyse, Nr. 5.). Leipzig. ISBN 978-0-946439-95-9. (Psicoanálisis de las funciones sexuales de la mujer)

- Deutsch, H. (1930). Psychoanalyse der Neurosen. (Psicoanálisis de las neurosis')

- Deutsch, H. (1944). The psychology of women; a psychoanalytic interpretation. Nueva York. (Edición en español: La psicología de la mujer, Buenos Aires, Losada 1947)

- Deutsch, H. (1973). Confrontations with myself. Nueva York. ISBN 978-0-393-07472-7.

- Neuroses and Character Types, International Universities Press, 1965, ISBN 0-8236-3560-0

- Selected Problems of Adolescence, International Universities Press, 1967, ISBN 0-8236-6040-0

- A Psychoanalytic Study of the Myth of Dionysus and Apollo, 1969, ISBN 0-8236-4975-X

- The Therapeutic Process, the Self, and Female Psychology, 1992, ISBN 978-0-393-07472-7

- Selbstkonfrontation. Eine Autobiographie (Auto-confrontación. Una autobiografía). Fischer-TB, Frankfurt 1994, ISBN 3-596-11813-1